# モシモシ・レコーズ
モシモシ・レコーズ（Moshi Moshi Records）は、イギリス・ロンドンを拠点としているインディー・レコードレーベル。インディー・ロックを中心に様々なジャンルのアーティストが所属している。レーベルの名称は、日本語の電話での挨拶「もしもし」（英語に翻訳すると「ハロー」）に由来する。

## 概要
2006年、レーベルは新人の7インチ・レコードを2年間リリースする企画を始め評価を上げた。
2008年、レーベルは1stコンピレーション・アルバム『Moshi Moshi Records: 2006-2008』をリリースした。このアルバムには、レーベルを通してレコードをリリースしていったアーティストの曲が収められた。収録された内の著名なアーティストとして、ケイト・ナッシュ、レイト・オブ・ザ・ピア、フレンドリー・ファイアーズなどが挙げられる。

## 主なアーティスト
過去のアーティストを含む
- Alterkicks

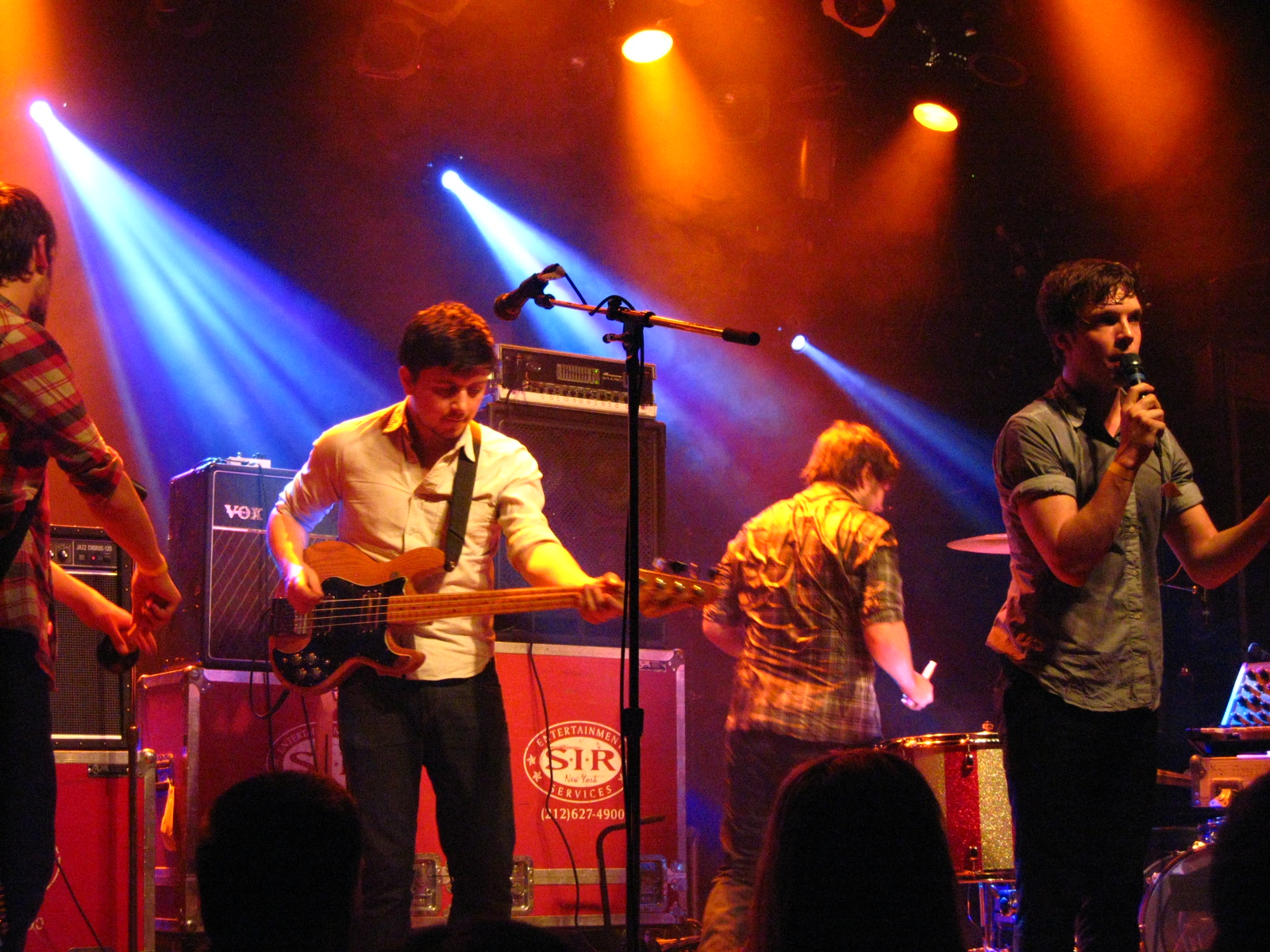
Friendly Fires

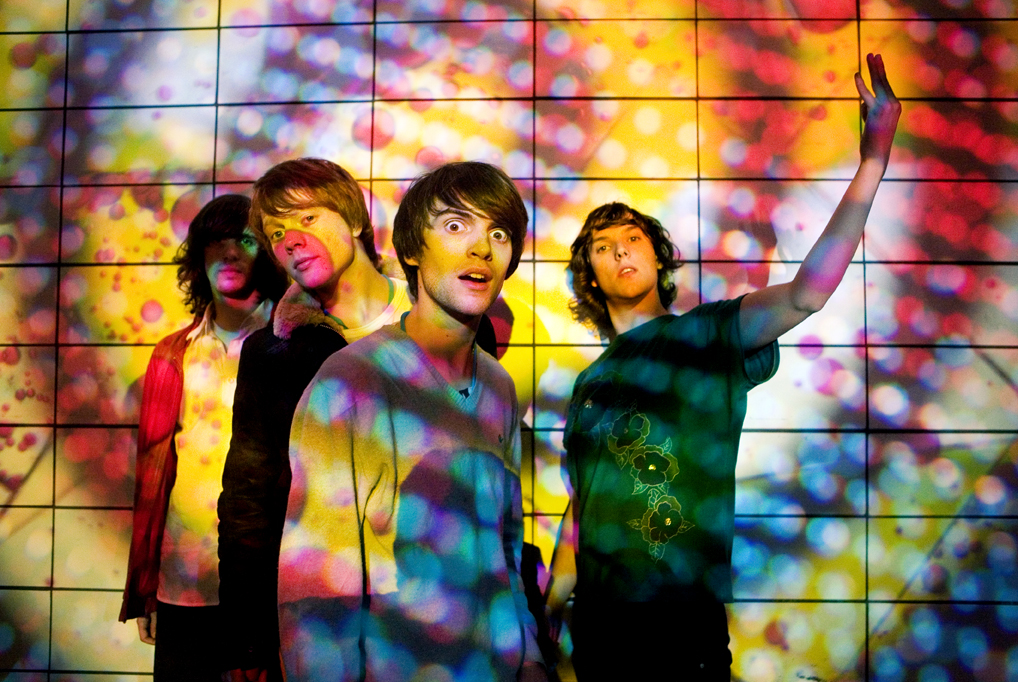
Late of the Pier

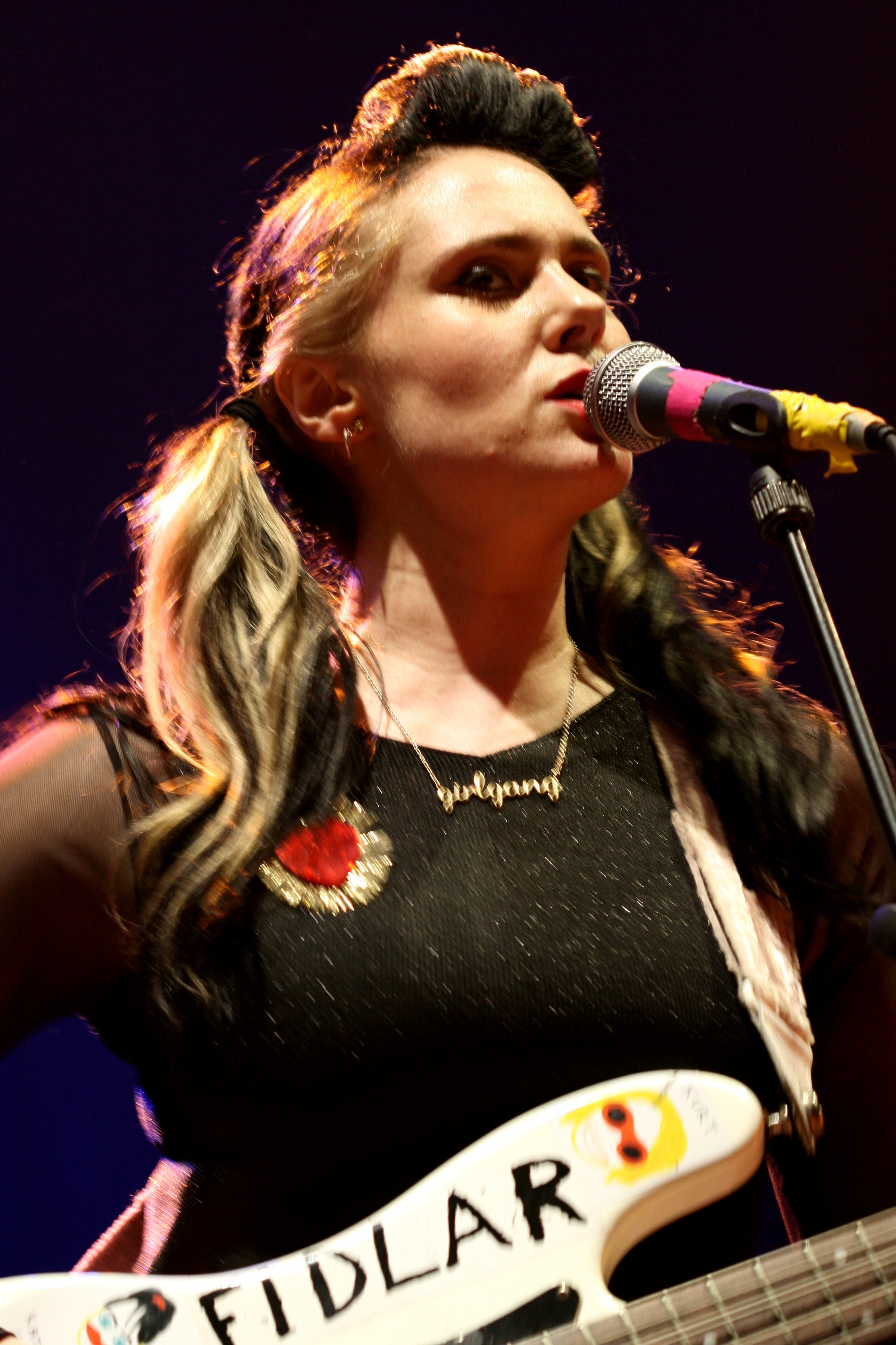
Kate Nash

- Architecture in Helsinki
- Au Revoir Simone
- Best Fwends
- Bloc Party - ブロック・パーティ
- Blue Foundation
- Break bot
- Dananananaykroyd
- Dels
- Disclosure - ディスクロージャー
- Dntel
- The Drums
- Egyptian Hip Hop
- Fans of Kate
- Florence And The Machine - フローレンス・アンド・ザ・マシーン
- Foreign Born
- Friendly Fires - フレンドリー・ファイアーズ
- The Grates
- Hot Chip - ホット・チップ
- Hot Club de Paris
- Ingo Star Cruiser
- J Xaverre
- James Yuill
- Junk Boy
- Kate Nash - ケイト・ナッシュ
- Late of the Pier - レイト・オブ・ザ・ピア
- Lo-Fi-Fnk
- Lykke Li
- The Mae Shi
- The Mae Shi
- Mates of State
- Matt and Kim
- Matt Harding
- Metronomy - メトロノミー
- New Rhodes
- Pedro v Kathryn Williams
- The Rakes
- Rat:att:agg
- Roland Shanks
- Slow Club
- Sukpatch
- Summer Camp
- Tilly and the Wall
- Unsound
- The Very Best
- The Wave Pictures
- Yeti - イエティ
- Zan Lyons